# Sclerocarya birrea
A Sclerocarya birrea a szappanfavirágúak (Sapindales) rendjébe, ezen belül a szömörcefélék (Anacardiaceae) családjába tartozó faj.

## Előfordulása
A Sclerocarya birrea előfordulási területe a Dél-afrikai Köztársaság - ahol szigorúan védik -, Madagaszkár, valamint a Száhil öv alatti Afrikának a nyugati része, egészen Szenegálig. Szétterjedésében a bantu népek is szerepet játszottak népvándorlásaik során, hiszen a fa magvait vitték magukkal, melyeket elültettek ott, ahol letelepedtek.

## Alfajai
- Sclerocarya birrea subsp. caffra (Sond.) Kokwaro
- Sclerocarya birrea subsp. multifoliolata (Engl.) Kokwaro

## Megjelenése
Közepes termetű lombhullató fa. Ha kedvező számára a környezet, például nedves alföldi, nyílt erdő és szavanna, akkor 18 méter magasra is megnő. Törzsét szürkésen foltozott kéreg borítja. Lombkoronája szélesen szétterül. A világossárga színű héjú termése, december és március között érik. A termés húsában nyolcszor több C-vitamin van, mint egy narancs (Citrus sinensis), továbbá lédús és savas, jellegzetes ízzel. A termés belsejében egy közönséges dió (Juglans regia) méretű magház található. Miután megszáradt a magház, 2-3 lepucolt héjréteg után előkerülnek a magok. A magok íze a dióéra emlékeztet, és az embertől a kis rágcsálókig sok minden kedveli.

## Egyebek
A Sclerocarya birrea terméseit, úgy a gyümölcs húsát, mint a magját is, az ember talán a kezdetektől fogyasztja. Belőle készül az úgynevezett Amarula - élőhelyén e fát és gyümölcsét marula névvel illetik - likőr; továbbá fagyasztott püré, olajok, levek különböző italokhoz és kivonatok a szépségipar számára. A zsiráf (Giraffa camelopardalis), az afrikai orrszarvúfélék (Rhinocerotidae) és az afrikai elefánt (Loxodonta africana) is kedvelik eme fa termését, egyben terjesztik is a fajt, hiszen a magokat nem emésztik meg, amely aztán az ürülékkel együtt távozik az állatból nagy távolságra a szülőfától. E nagy állatok közül, csak az elefánt lehet káros a Sclerocarya birrea számára, mivel gyakran leszedi a fa kérgét, illetve letöri egyes ágait.
A Sclerocarya birrea legközelebbi rokona és nemzetségének a másik faja, a Sclerocarya gillettii. E két fafaj pedig közeli rokonságban áll, a madagaszkári Poupartia-fajokkal.
Az afrikai folklórban elevenen él az a mítosz, hogy a vadon nővő marulafák gyümölcse, ha lehullik és erjed, az megrészegítheti a vadállatokat (pl. elefántokat), amennyiben azok elfogyasztják. Ez azonban tévhit, mivel ehhez akár egy állatnak, akár egy embernek saját testtömege 25%-át kitevő mennyiségű erjedt gyümölcsöt kellene elfogyasztania, hogy berúgjon tőle. A mítosz világszerte is elterjedt, köszönhetően Jamie Uys dél-afrikai rendező Sivatagi show (Animals Are Beautiful People) c. dokumentumfilmjének is, amely marulagyümölcsöt habzsoló részeg állatokat mutat be, amiket valójában alkohollal itattak meg a hatás kedvéért.

## Képek

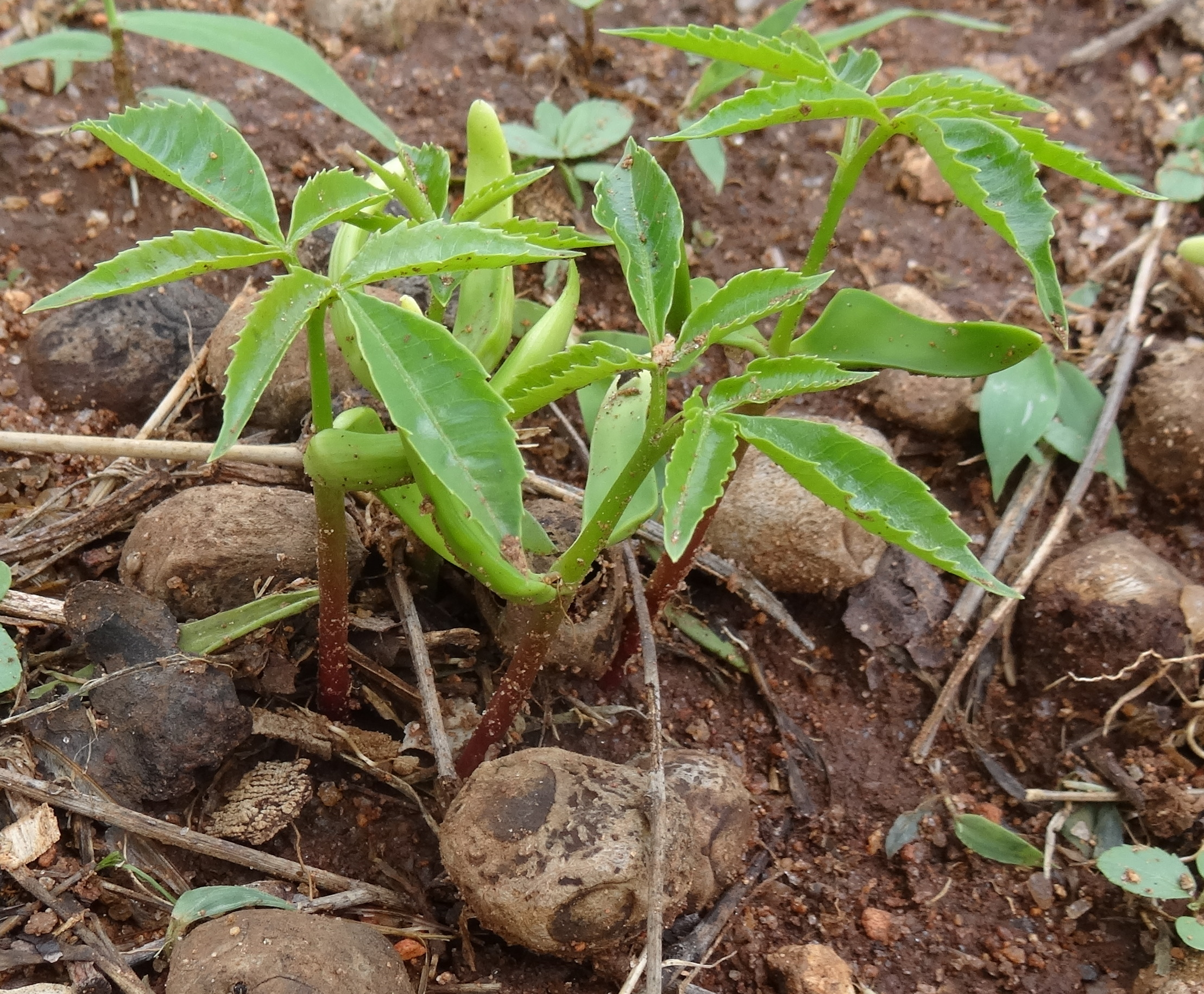
Csemeték
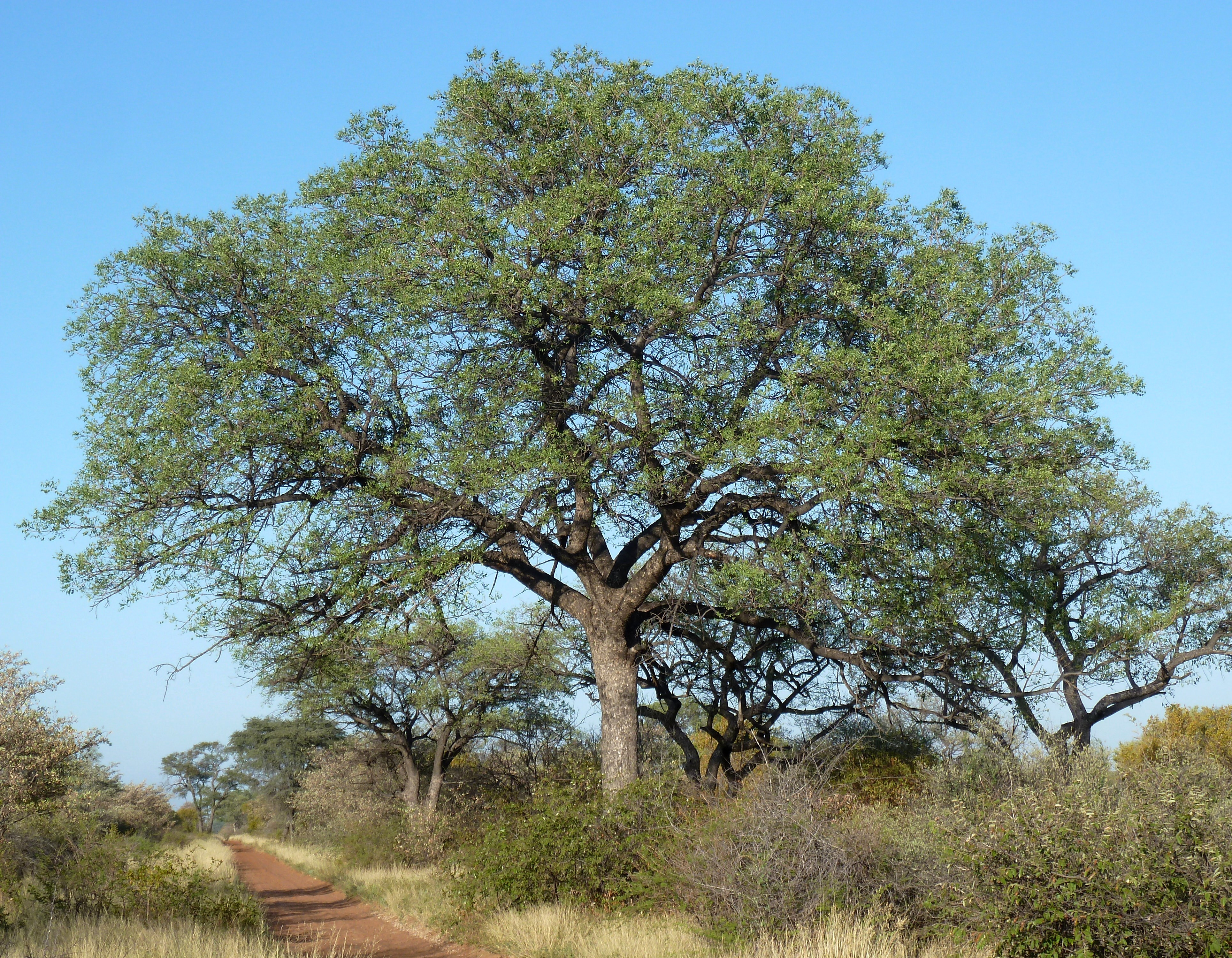
és kifejlett
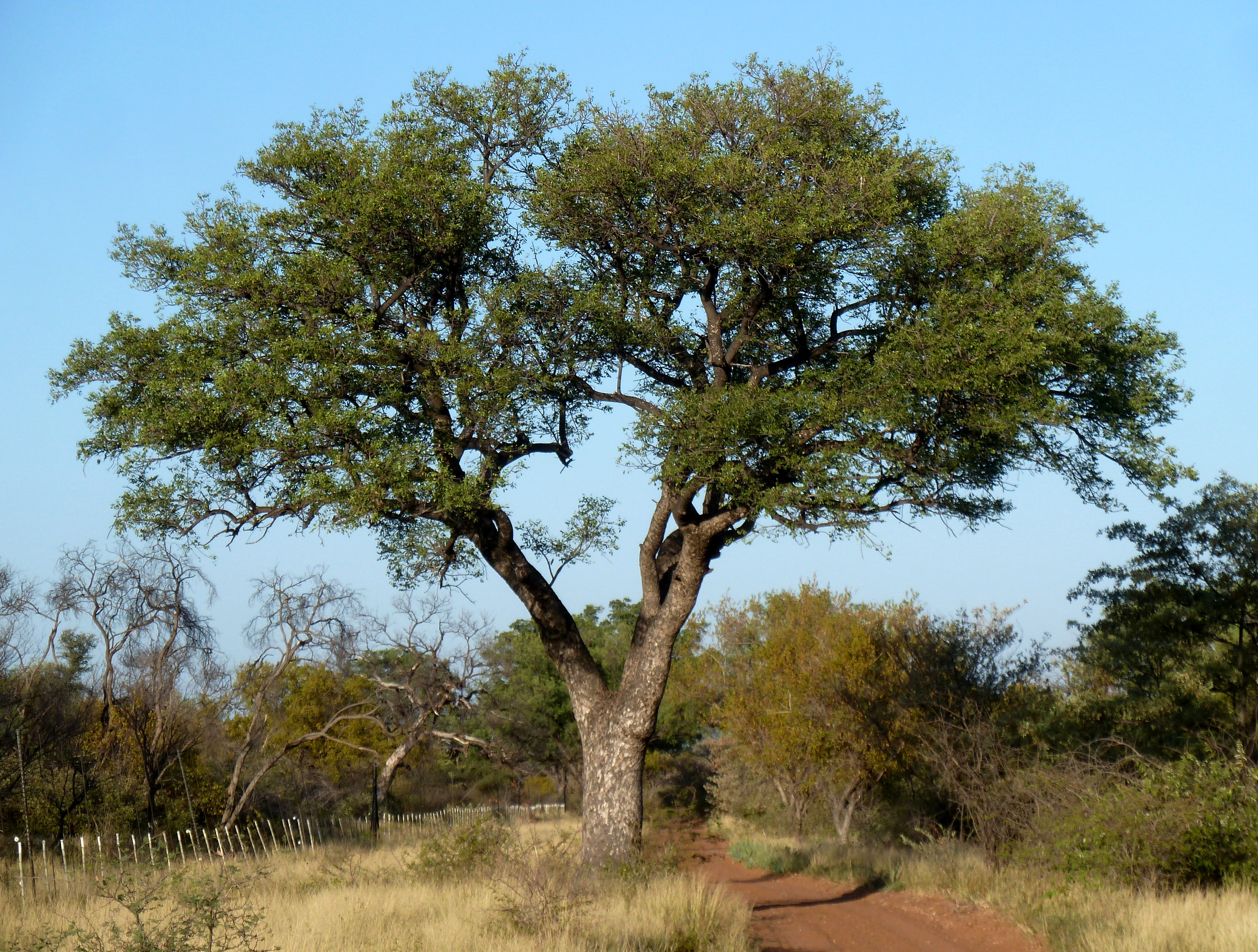
fák
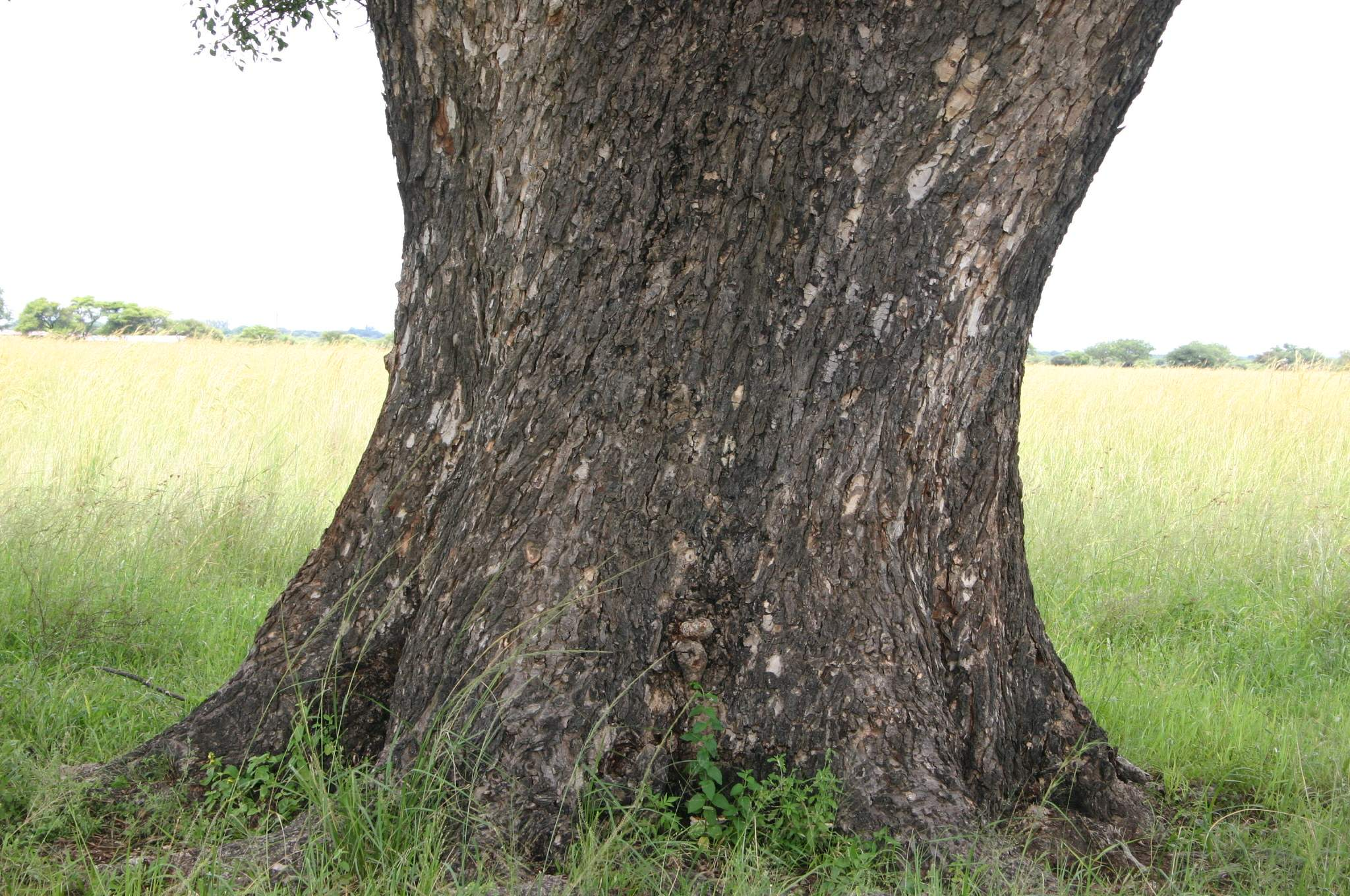
Törzse és kérge
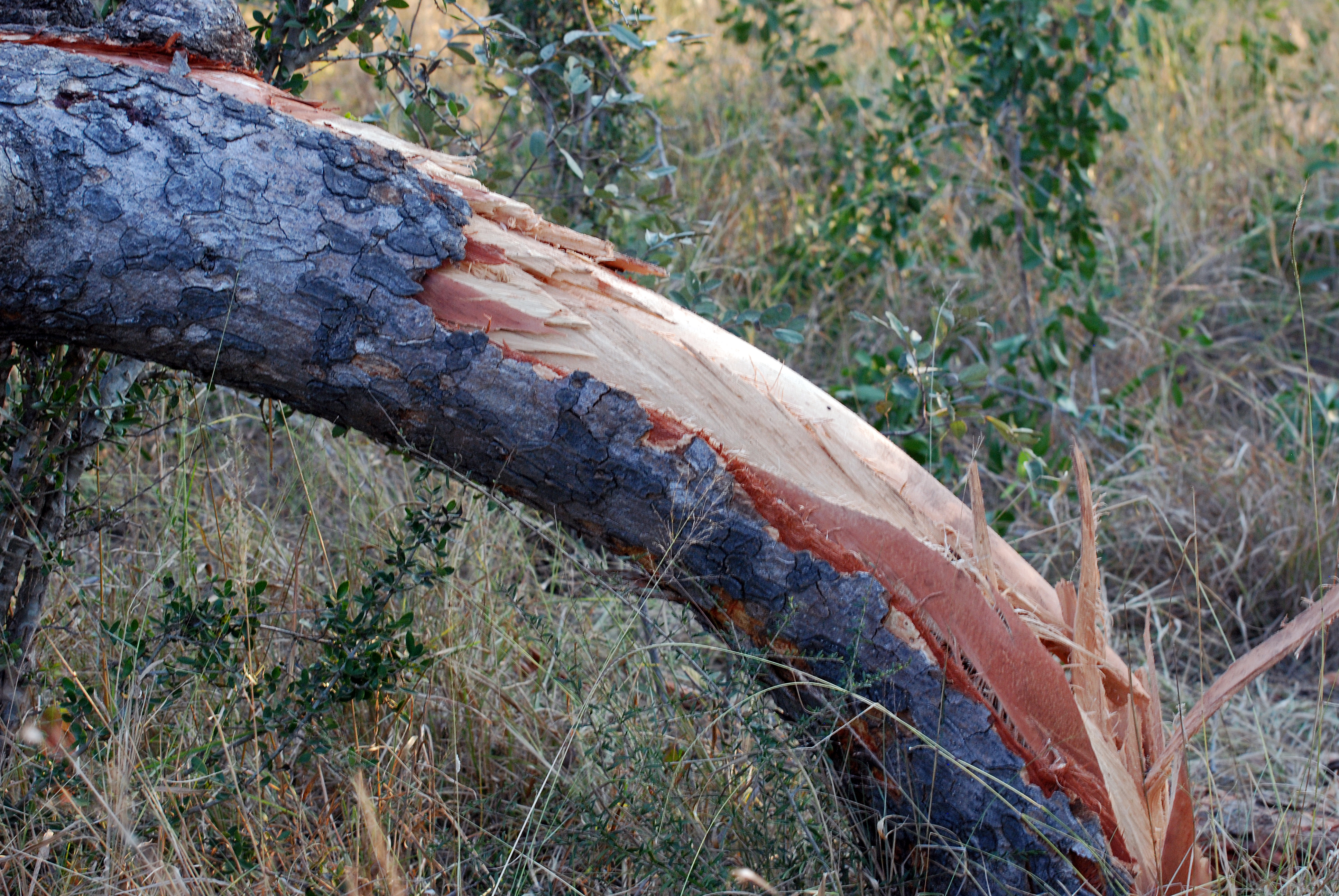
Az elefánt „műve”
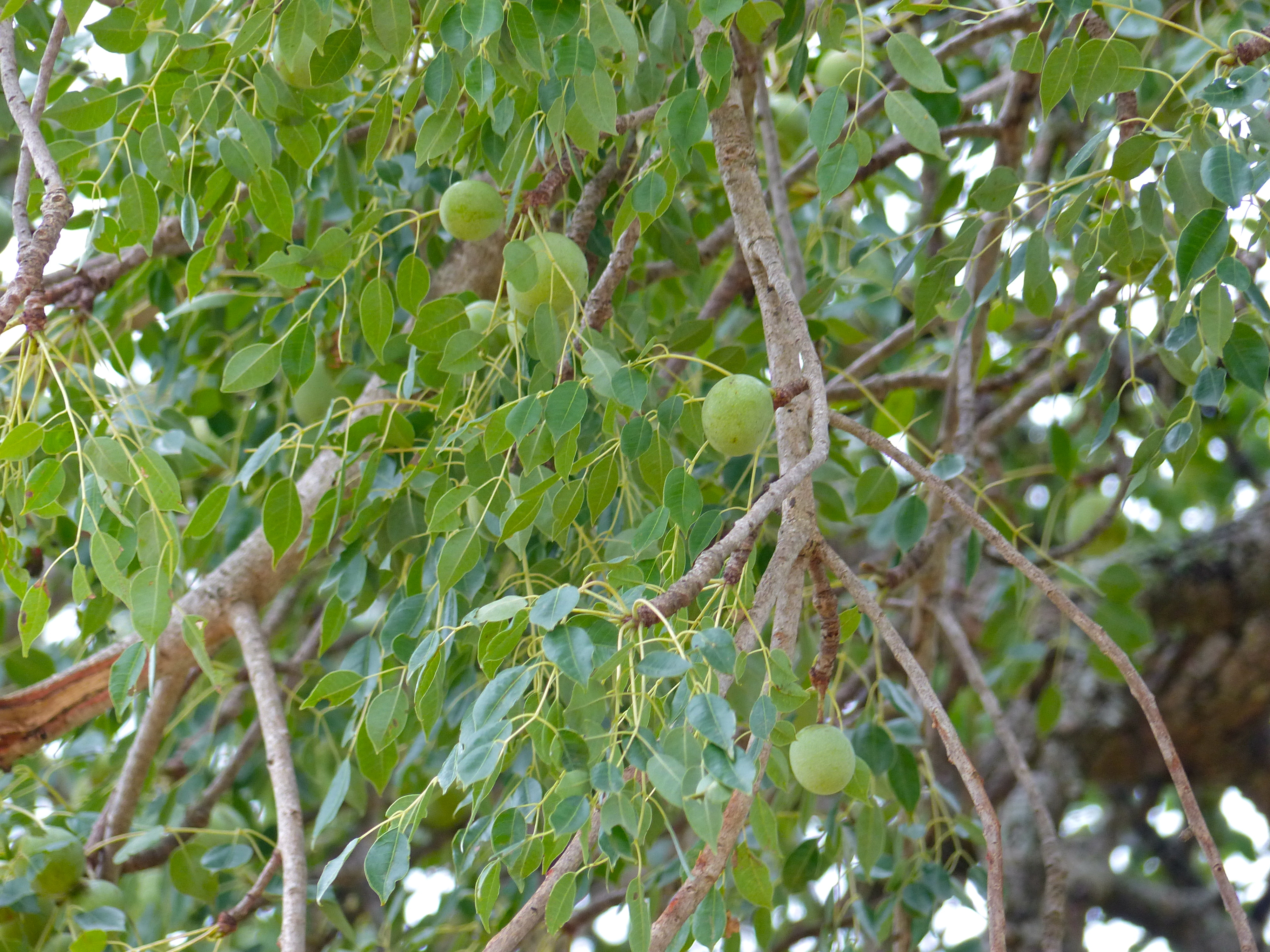
Levelei és termései
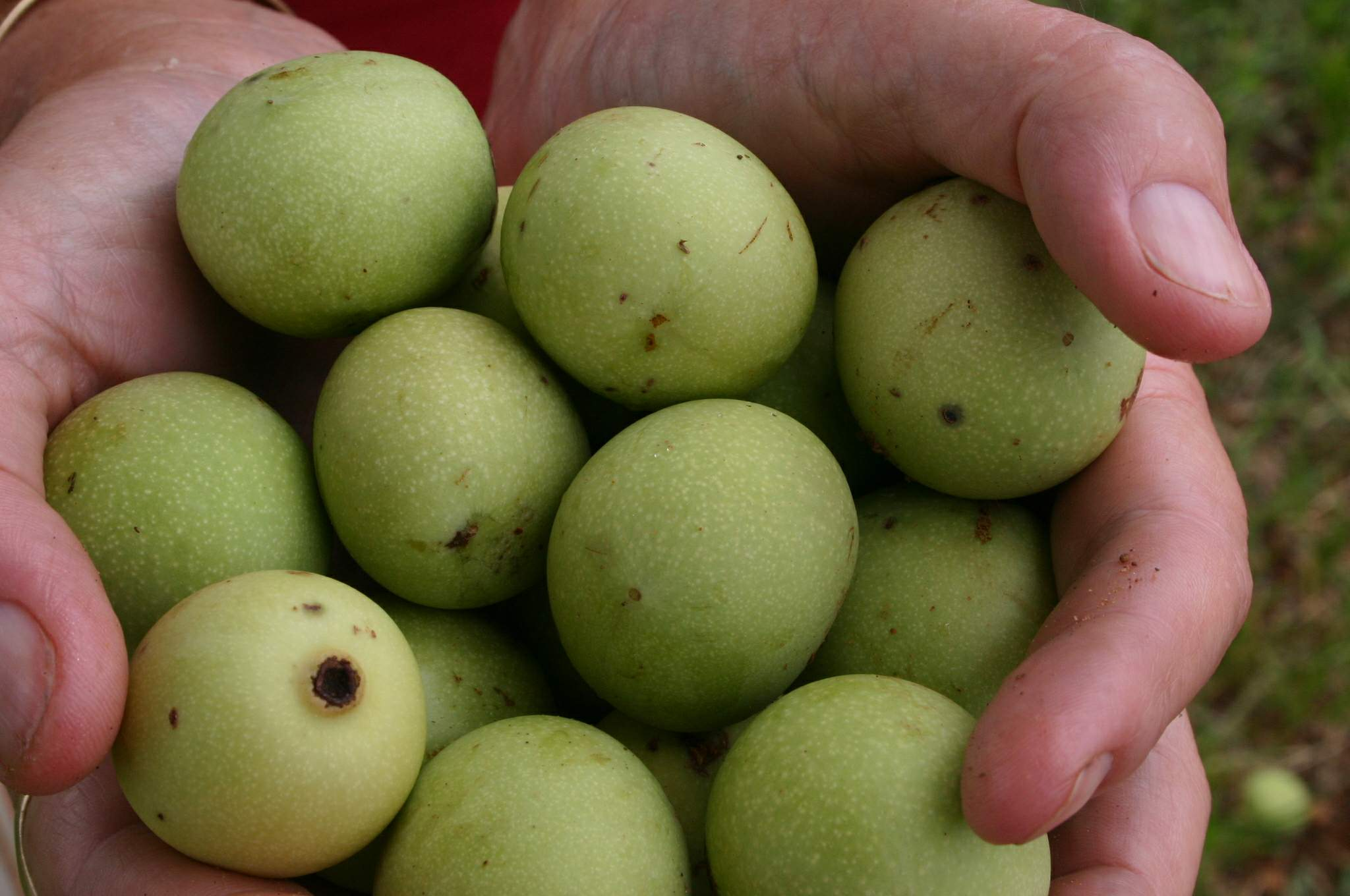
Termései
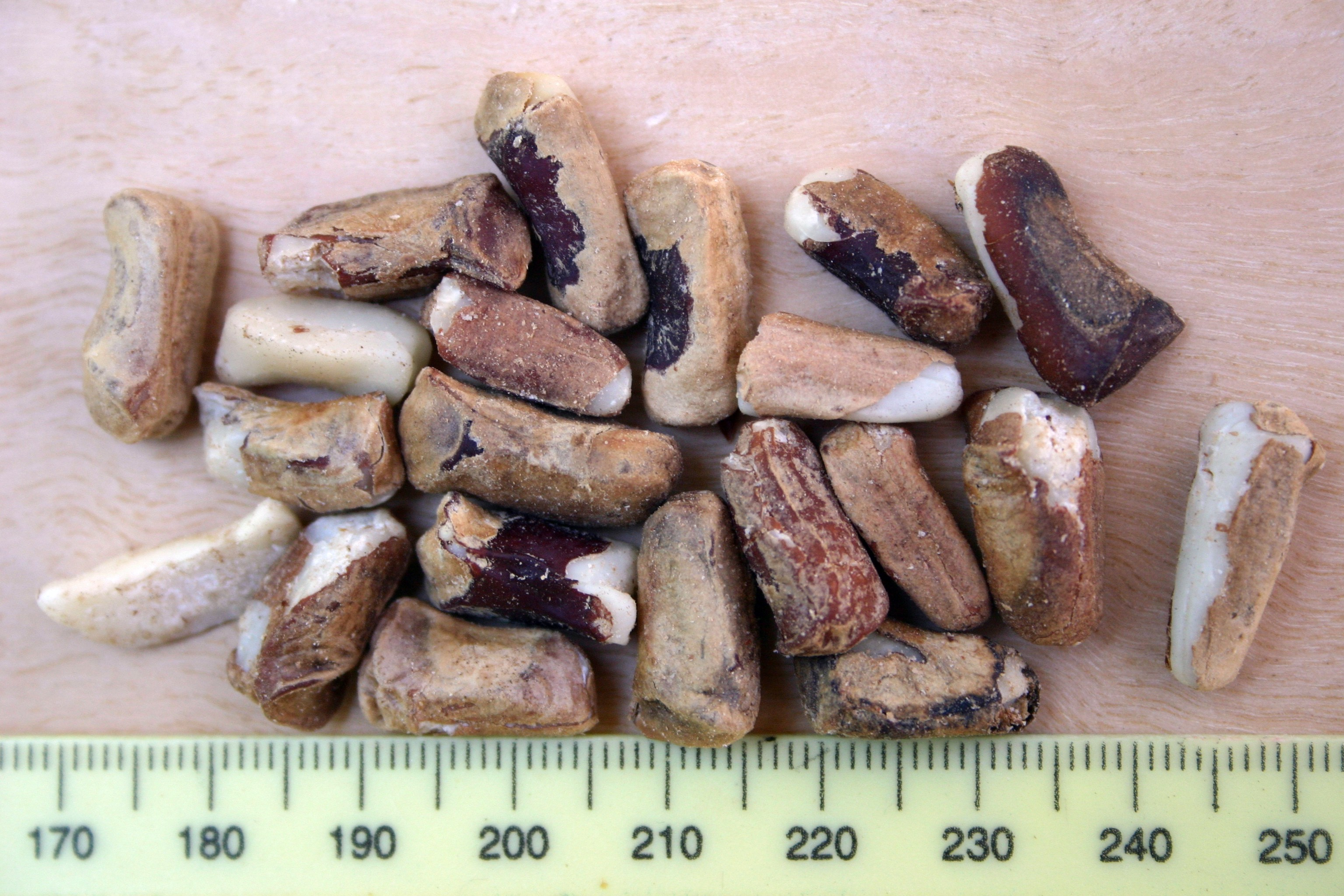
Magvai

### Fordítás
- Ez a szócikk részben vagy egészben  a   Sclerocarya birrea című angol Wikipédia-szócikk ezen változatának fordításán alapul.  Az eredeti cikk szerkesztőit annak laptörténete sorolja fel. Ez a jelzés csupán a megfogalmazás eredetét és a szerzői jogokat jelzi, nem szolgál a cikkben szereplő információk forrásmegjelöléseként.